# Devorador de Soles
Un Devorador de Soles es un arma creada artificialmente que pertenece al universo de DC Comics. Tuvo participaciones importantes en varias historias.

## Legión de Superhéroes
En la continuidad original, un Devorador de Soles fue responsable por la muerte de Ferro Lad de la Legión de Super Héroes del siglo XXX.

## Final Night
Un Devorador de Soles es quien desencadena los hechos de esta miniserie de 1996.

## Infinite Crisis
Un Devorador de Soles "infante" es utilizado para encerrar a Superboy Prime.
- Datos: Q3844566